# Межевая улица (Киев, Подольский район)
Межевая улица (укр. Межова вулиця) — улица в Подольском районе города Киева, местности Ветряные горы. Пролегает от улицы Байды-Вишневецкого (Осиповского) до Белицкой улицы.
Примыкают Быковский переулок, Чигиринский переулок, улицы Ивана Ижакевича, Краснопольская, проспект Свободы, проспект Правды, Сергея Данченко, Генерала Грекова, Александра Олеся, Ивана Кавалеридзе, Полковая.

## История

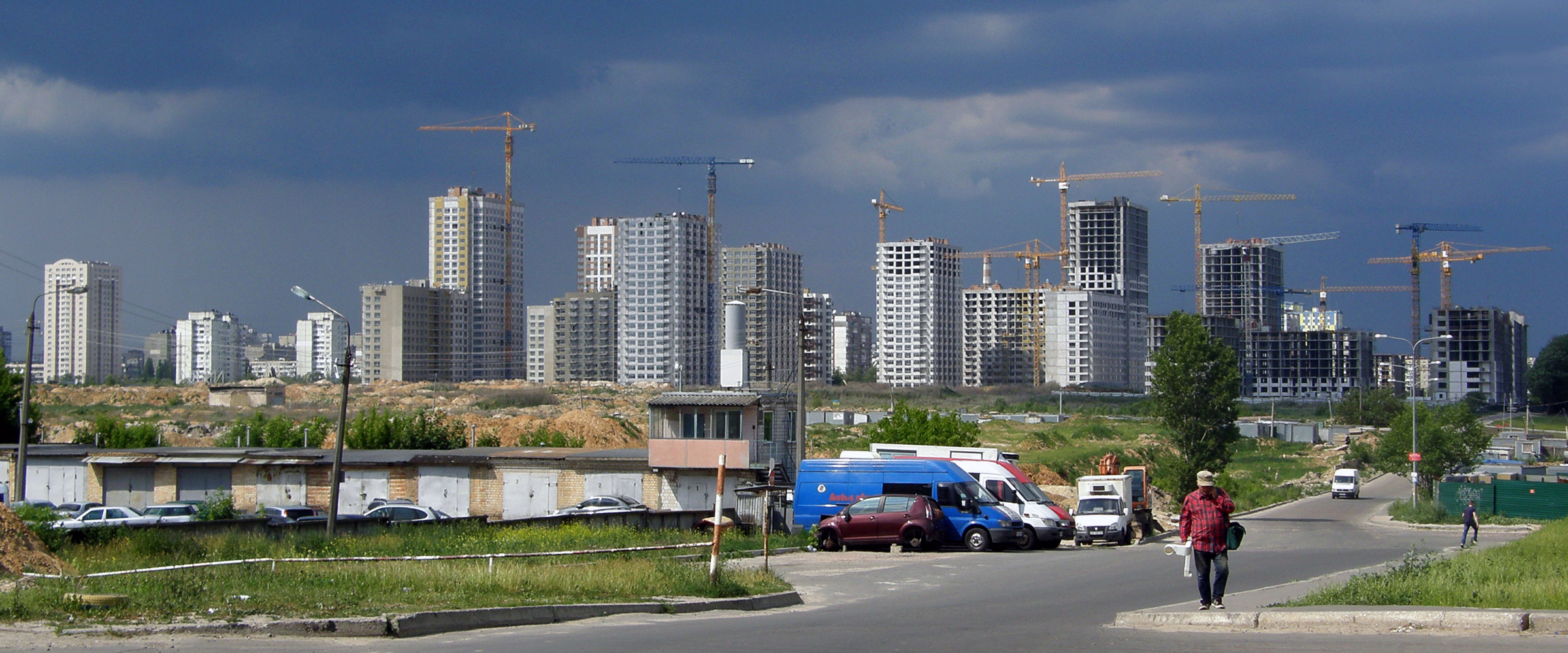
Строительство Варшавского квартала

Улица возникла в начале XX века под названием Пильнянский шлях. Она соединяла Песчаную (теперь Галицкая) и Белицкую улицы. 
6 декабря 1944 года улицы Пильнянский шлях и 219-я Новая были объединены в единую улицу под современным названием Межевая, согласно Решению исполнительного комитета Киевского городского Совета депутатов трудящихся № 286/2 «Про упорядочивание наименований площадей, улиц и переулков города Киева» («Про впорядкування найменувань площ, вулиць та провулків м. Києва»)..
Позже к Межевой улице присоединили Хлебную улицу (ранее 76-я Новая). В период 1970—1980-х годов вследствие массового сноса домов частного сектора на Ветряных горах, участок между проспектом Свободы и Полковой улицей остался без застройки, образовывая разрыв улицы. На участке, примыкающем к проспекту Правды, расположены дома, которые относятся к проспекту Правды.
На парной стороне между проспектом Правды и улицей Александра Олеся в 2019 и 2021 годы введены в эксплуатацию 13-14-25-этажные дома «Варшавского квартала», 2018 и 2019 годы четыре 13-14-20-25-этажные дома «V квартала», далее до примыкания Генерала Грекова ведётся строительство 13-16-этажных домов «Варшавского квартала-2», в конце улицы перед примыкание Северо-Сырецкой улицы ведётся строительство 23-25-этажных домов ЖК «Диброва-парк».
С февраля 2019 года на перекрёстке Межевой, Белицкой и Северо-Сырецкой улиц ведётся открытым способом строительство станции метро Мостицкая.

## Застройка
Застройка улицы представлена жилой — многоэтажными домами.
Учрежденияː
- музыкальная школа № 12 (дом № 25)
- гимназия № 34 «Лыбедь» имени Виктора Максименка (дом № 22)
- ясли-садок № 399 (дом № 12-А)
- ясли-садок № 45 (дом № 17)
- дошкольное учебное заведение № 435 (дом № 22-А)
- школа-детсад «Родзинка» (дом № 23-А)

По улице (на участке улица Осиповского — проспект Правды) проходит маршрут автобуса №72, по улице у Полковой и Белицкой улиц проходит маршрут (кольцо разворота) маршрутное такси №575.